# Mordellistena oranensis
Mordellistena oranensis is een keversoort uit de familie spartelkevers (Mordellidae). De wetenschappelijke naam van de soort is voor het eerst geldig gepubliceerd in 1900 door Píc.